# Six Days in Fallujah
Six Days in Fallujah (SDIF) é um jogo eletrônico de tiro em primeira pessoa desenvolvido pela Highwire Games e publicado pela Victura. Descrito pela Highwire Games como um atirador tático, foi programado para ser o primeiro jogo eletrônico a se concentrar diretamente na Guerra do Iraque. O enredo do jogo segue um esquadrão de fuzileiros navais dos EUA do 3º Batalhão, 1º Fuzileiros Navais (3/1), lutando na Segunda Batalha de Fallujah durante seis dias em novembro de 2004.
A premissa do jogo foi objeto de polêmica em 2009, com questionamentos quanto à sua adequação, especialmente dado o fato de que os verdadeiros eventos em que o jogo se baseia eram recentes na época. Seria originalmente publicado pela Konami, no entanto, em abril de 2009, um porta-voz informou à Associated Press que a Konami não estava mais publicando o jogo devido à polêmica em torno dele. O jogo foi originalmente programado para um lançamento em 2010, mas foi cancelado devido à polêmica; o jogo foi colocado em espera até 2016 depois que seu estúdio original, Atomic Games, foi à falência em 2011.
Em fevereiro de 2021, o jogo foi anunciado para voltar a ser desenvolvido na Highwire Games, consistindo de ex-desenvolvedores dos jogos Halo e Destiny. Publicado pela Victura, Six Days in Fallujah deveria ter lançado para PC e consoles no final de 2022. Six Days in Fallujah foi lançado em acesso antecipado na Steam em 22 de junho de 2023, e tem lançamento oficial planejado para 2024.

## Antecedentes
Em uma entrevista com o presidente da Atomic Games, Peter Tamte afirmou que "uma das divisões de nossa empresa estava desenvolvendo ferramentas de treinamento para o Corpo de Fuzileiros Navais dos Estados Unidos e designaram alguns fuzileiros navais do 3º Batalhão, 1º Fuzileiros Navais para nos ajudar." No entanto, após alguns meses de desenvolvimento, o 3º Batalhão, 1º Fuzileiros Navais (3/1) foi implantado no Iraque e participou da Segunda Batalha de Fallujah. A inspiração para o jogo veio de um fuzileiro naval dos EUA que participou da batalha e pediu para fazer um jogo. Tamte declarou mais tarde que "Quando eles voltaram de Fallujah, eles nos pediram para criar um jogo eletrônico sobre suas experiências lá, e parecia a coisa certa a fazer." Tamte afirmou ainda que o objetivo de Six Days in Fallujah é criar o atirador militar mais realista possível e que "Em última análise, todos nós estamos curiosos sobre como seria realmente estar em uma guerra. Há anos que jogo atiradores militares e, a certa altura, quando estou jogando, sei que é falso. Você pode dizer que um monte de caras sentou em uma sala e projetou. Isso sempre me incomodou". Tamte elaborou posteriormente em uma entrevista com Joystiq que, "As palavras que eu usaria para descrever o jogo - em primeiro lugar, é convincente. E outra palavra que eu uso - percepção. Há coisas que você pode fazer em jogos eletrônicos que não pode ser feito em outras formas de mídia. E muito disso tem a ver com apresentar aos jogadores os dilemas que os fuzileiros navais viram em Fallujah e depois dar-lhes a escolha de como lidar com esse dilema. E eu acho que nesse ponto, você sabe - quando você assiste a um filme, você vê as decisões que outra pessoa tomou. Mas, quando você mesmo toma uma decisão, obtém um nível de compreensão muito mais profundo". Tamte descreve o projeto como "uma versão meticulosamente recriada no jogo de Fallujah, completa com fuzileiros navais da vida real emprestando seus nomes e imagens, bem como recriações de eventos específicos da batalha. É quase como uma viagem no tempo. Você está vivenciando os eventos como eles realmente aconteceram."

## Desenvolvimento
A equipe da Atomic Games entrevistou mais de 70 indivíduos, compostos pelos fuzileiros navais dos EUA retornando, civis iraquianos, insurgentes iraquianos, historiadores de guerra e oficiais militares seniores, e aprendeu a complexidade psicológica da batalha. O diretor do jogo, Juan Benito, elaborou que "Por meio de nossas entrevistas com todos os fuzileiros navais, descobrimos que havia um arco emocional e psicológico na Batalha de Fallujah.
A Atomic Games descreve Six Days como um jogo de survival horror, mas não no sentido tradicional. O medo em Six Days não vem dos mortos-vivos ou do sobrenatural, mas das táticas imprevisíveis, aterrorizantes e reais empregadas pelos insurgentes que estavam espalhados por Fallujah. Benito afirma que "Muitos dos insurgentes não tinham intenção de deixar a cidade com vida, então toda a sua missão poderia ser ficar à espera, com uma arma apontada para uma porta, por dias apenas esperando que um fuzileiro naval colocasse sua cabeça para dentro. Eles iam de porta em porta limpando as casas e, na maioria das vezes, as casas estavam vazias. Mas de vez em quando, eles encontravam uma situação incrivelmente letal... que, é claro, abalou os fuzileiros navais psicologicamente." A GamePro declarou que, para Benito, dar aos jogadores um gostinho do horror, medo e miséria vividos pelos fuzileiros navais na batalha era uma prioridade. Benito afirma "Estes são lugares assustadores, com coisas assustadoras acontecendo dentro deles. No jogo, você está mergulhando no desconhecido, navegando por interiores escuros e 'surpresas' deixadas pela insurgência. Na maioria dos atiradores militares modernos, a tendência é aumentar o volume para 11 e mantê-lo lá. Nosso jogo aumenta para 12 às vezes, mas nós diminuímos também, para que possamos estabelecer uma cadência."
De acordo com um dos desenvolvedores que trabalharam no jogo, a equipe de desenvolvimento consultou livros de não ficção sobre a batalha como parte de sua pesquisa, como We Were One: Shoulder to Shoulder with the Marines Who Took Fallujah, incorporando suas lembranças aos eventos e ao enredo do jogo.
A Atomic Games também afirmou que os ambientes do jogo são 100% destrutíveis e degradáveis, graças a um motor de renderização totalmente customizado, e superaria o de Battlefield: Bad Company. Tamte afirma que "Este motor nos dá mais capacidade destrutiva do que vimos em qualquer jogo, mesmo jogos que ainda não foram concluídos." De acordo com os desenvolvedores, os ambientes destrutíveis são extremamente importantes para contar a verdadeira história dos eventos em Fallujah, já que os fuzileiros navais aprenderam a fazer buracos em casas usando C4, lançadores de granadas, ataques aéreos e munições de urânio empobrecido para prejudicar qualquer pessoa que estivesse esperando dentro considerados como "quebra-cabeças de combate". Também é afirmado que a alegação de que o jogo contém ambientes destrutivos é genuína e não se baseia em um "truque de marketing bobo e fora do lugar".
Em 27 de abril de 2009, foi anunciado que, devido à natureza polêmica do jogo, a Konami suspendeu seu papel como publicadora. O jogo ainda está em desenvolvimento pela Atomic Games, mas a Konami não o publicará. Em 6 de agosto de 2009, a Atomic Games disse que não conseguiu obter uma nova publicadora e que dispensaria alguns funcionários. Um dia depois, o Industrygamers afirmou que ouviu de uma fonte, "De 75 pessoas, menos de uma dúzia sobrou e cerca de um terço disso nem é desenvolvedor. A equipe restante é basicamente um esqueleto da equipe de limpeza que também irá embora em breve. Eles estão tentando minimizar a extensão dessas dispensas, mas a realidade é que a Atomic está praticamente morta".
Em 2 de março de 2010, a IGN afirmou que o jogo ainda estava saindo e estava terminado. Em agosto de 2012, foi revelado que a Sony pode ter considerado publicar o título. Mais tarde naquele mês, o presidente da Atomic Games, Peter Tamte, informou ao site britânico Digital Spy que Six Days in Fallujah "definitivamente não foi cancelado" e continua sendo "muito importante" para o estúdio. Em 2018, Tamte voltou a afirmar que o jogo não foi cancelado, que os ativos ainda estavam intactos e que acabaria por ser concluído e lançado numa data futura indeterminada.
Em fevereiro de 2021, foi anunciado que a Victura, empresa formada por Peter Tamte em 2016, lançaria o jogo no mesmo ano, e que a Highwire havia sido contratada como desenvolvedora.

## Controvérsia
Pouco depois do anúncio do jogo, Six Days foi recebido com críticas por veteranos de guerra do Reino Unido, bem como por um grupo de pressão britânico, Stop the War Coalition.
Para contrariar as acusações feitas pelos críticos, em entrevista ao Joystiq, Tamte afirmou que "Enquanto observamos o diálogo que ocorreu sobre o jogo, há definitivamente um ponto que queremos que as pessoas entendam sobre o jogo. E isto é, não se trata da política de saber se os EUA deveriam estar lá ou não. É realmente sobre as histórias dos fuzileiros navais que estiveram em Fallujah e a questão, o debate sobre a política, isso é algo com que os políticos se preocupam. Estamos focados agora no que realmente aconteceu no terreno."
Em outro caso, ele disse: "Estamos efetivamente saneando os eventos ao não fazer isso? Não acho que precisamos retratar as atrocidades para que as pessoas entendam o custo humano. Podemos fazer isso sem as atrocidades."